# Zoek de verschillen

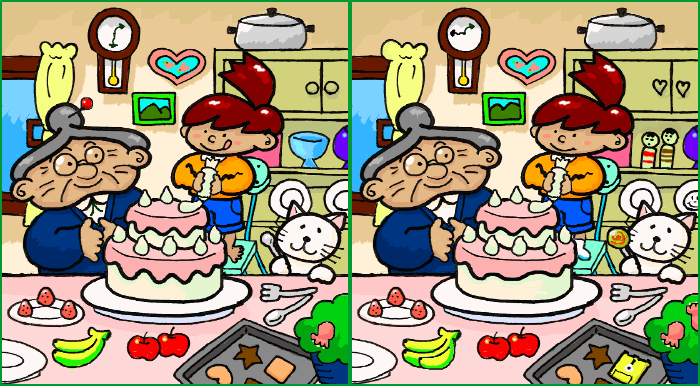
Voorbeeld van een zoek de verschillen puzzel. Er zijn 15 verschillen tussen de twee prenten.

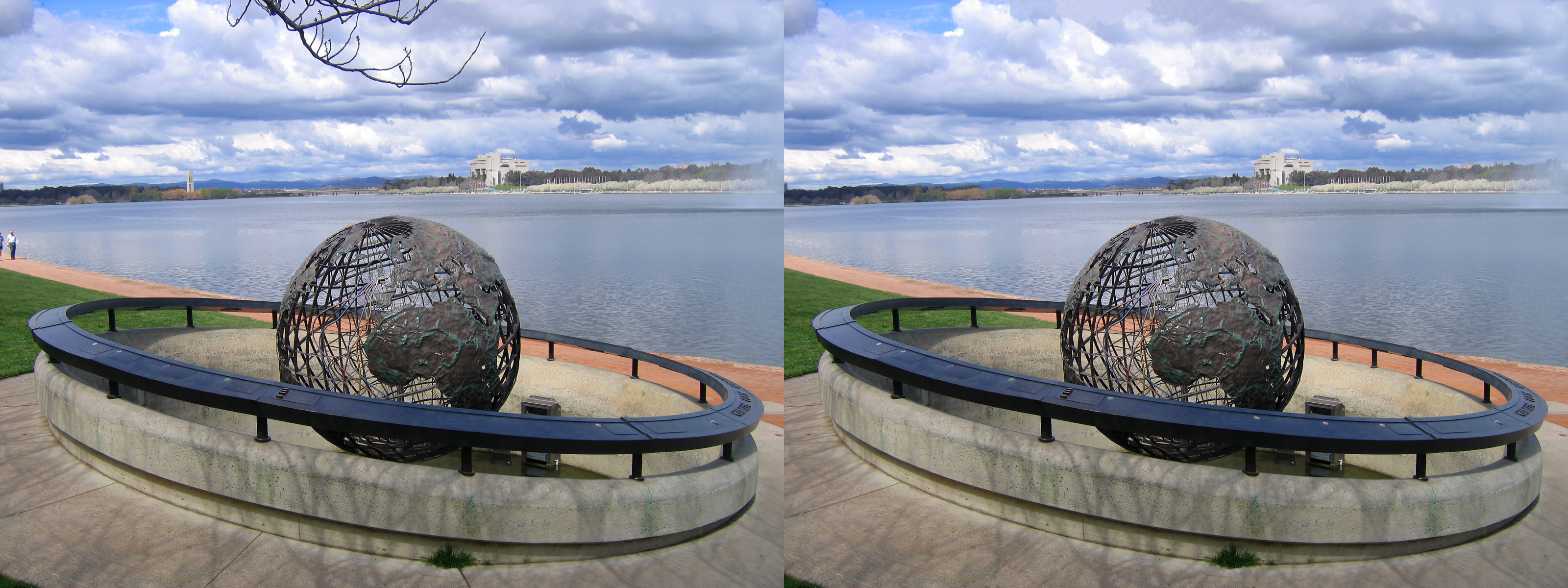
Fotografische zoek de verschillen puzzel.

Zoek de verschillen is een soort puzzel waarbij een bepaald aantal verschillen gevonden moeten worden tussen twee verder gelijkaardige afbeeldingen.

## Beschrijving
Zoek de verschillen-spellen, ook wel fotojacht-spellen, zijn te vinden in verschillende media, waaronder doeboeken voor kinderen, kranten en videogames . Het is een soort puzzel waarbij spelers een bepaald aantal verschillen moeten vinden tussen twee verder vergelijkbare afbeeldingen, of het nu gaat om illustraties of foto's die zijn gewijzigd met fotomanipulatie .

## Oplossen technieken
Visuele vergelijking kan worden gebruikt om de puzzel op te lossen. De oplossing van de puzzel staat vaak in de buurt of op een begeleidende antwoordpagina van een puzzelboek. Bovendien kan men de ogen kruisen en de twee afbeeldingen samenvoegen tot één, op ongeveer dezelfde manier als bij het bekijken van een autostereogramafbeelding. De verschillen lijken in en uit iemands zicht te knipperen. Dit is een zeer effectieve methode om deze puzzels op te lossen.